# Gottlieb Karl Lange
Gottlieb Karl Lange (ur. 12 października 1780 we Wrocławiu, zm. 23 sierpnia 1842 tamże) – pruski prawnik, nadburmistrz Wrocławia od 1838 roku.

## Życiorys
Urodził się w 1780 r. we Wrocławiu, w rodzinie rzemieślniczej. Uczęszczał do Gimnazjum św. Elżbiety we Wrocławiu. Ukończył prawo na Uniwersytecie w Halle (Saale). W magistracie pracował od 1812 r., początkowo jako radca miejski (Gelehrte Stadtrat), a następnie od 1814 r. jako syndyk. W 1833 r. objął stanowisko burmistrza przy nadburmistrzu Menzlu, a po jego śmierci sam został najwyższym urzędnikiem w mieście (1838).
15 października 1840 roku przewodniczył delegacji, która udała się do Berlina złożyć hołd nowemu pruskiemu monarsze – Fryderykowi Wilhelmowi IV Hohenzollernowi. W tym czasie we Wrocławiu, tak jak i w innych miastach pruskich wzrosły nastroje opozycyjne zmierzające do zwiększenia praw politycznych. Miejscowi opozycjoniści wystąpili do króla z petycją o zwołanie parlamentu. Fryderyk Wilhelm IV uznał wystąpienie mieszczan za obraźliwe. Lange chcąc załagodzić
konflikt zaprosił parę królewską do odwiedzenia Wrocławia, która to wizyta miała miejsce 14 sierpnia 1841 r.
Za jego rządów otwarto we Wrocławiu Teatr Miejski. Jednak najważniejszym wydarzeniem było otwarcie tzw. Kolei Górnośląskiej (linii kolejowej z Wrocławia do Oławy, co nastąpiło w dniu 21 maja 1842 roku. Niespełna kilka miesięcy później, 23 sierpnia 1842 r. nadburmistrz zmarł i został pochowany na Wielkim Cmentarzu przy ul. Legnickiej. Odznaczony Orderem Orła Czerwonego.